# Aspasia principissa
Aspasia principissa é uma espécie de orquídea pertencente ao género Aspasia, encontrada no Brasil.